# Escuela Técnica Superior de Colonia

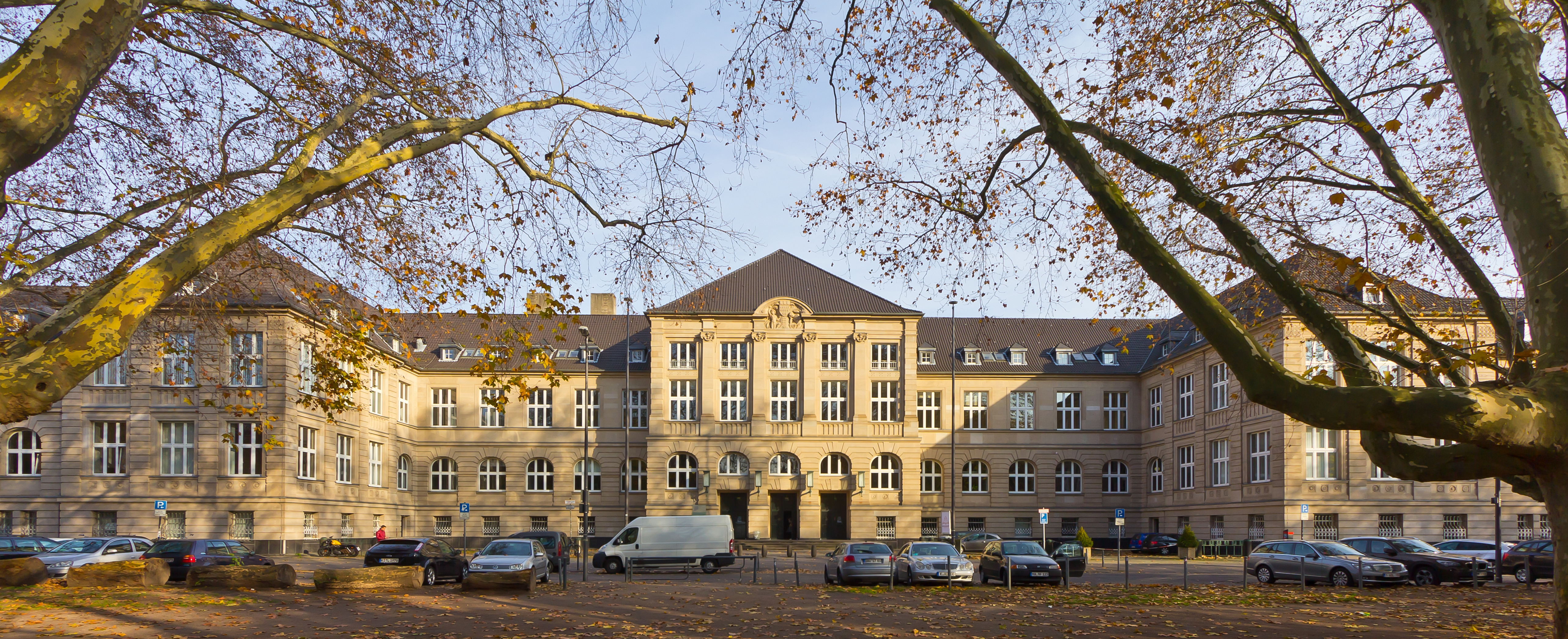
Universidad de Ciencias Aplicadas de Colonia en Neustadt-Süd.

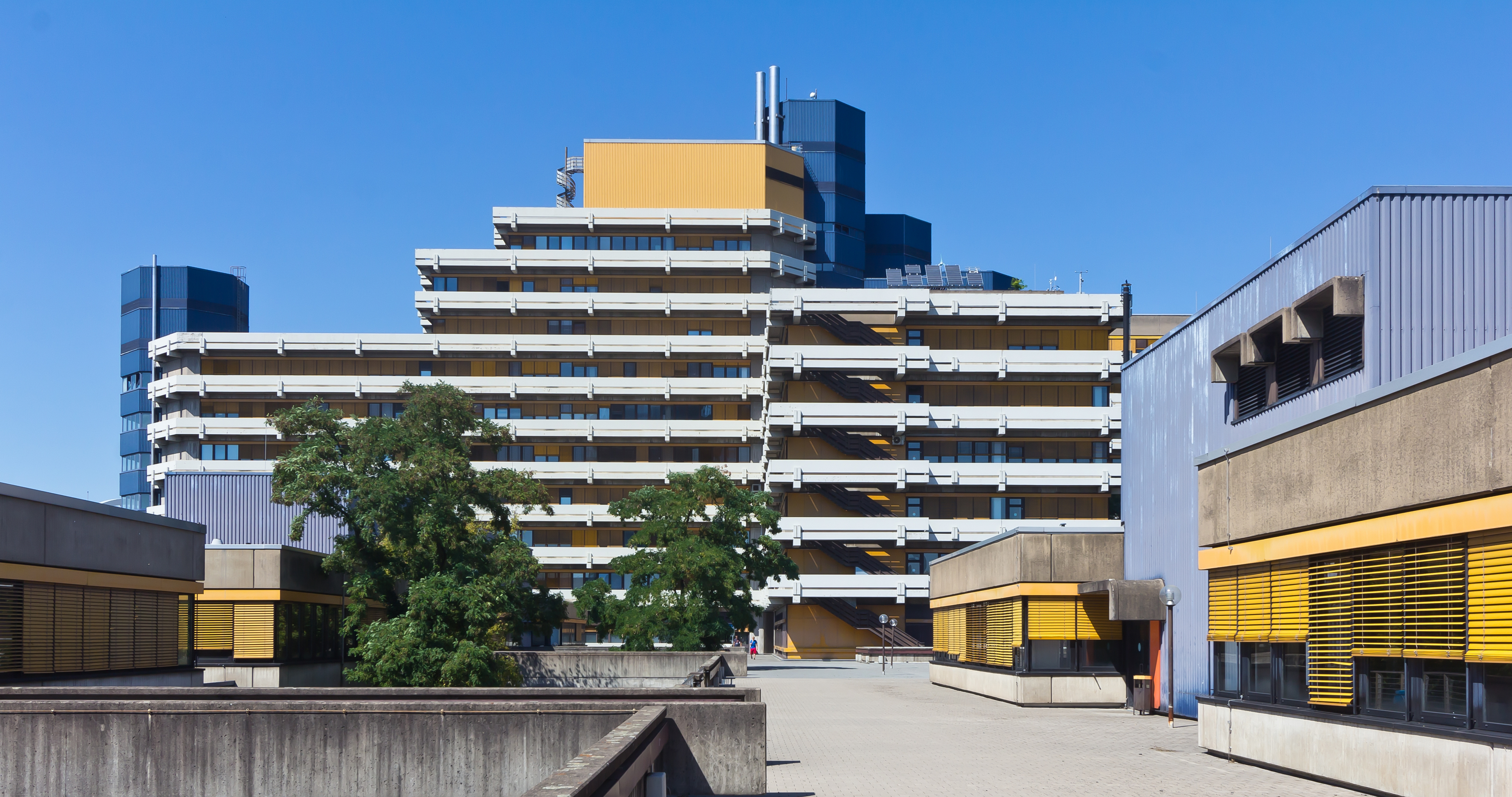
Universidad de Ciencias Aplicadas de Colonia en Deutz.

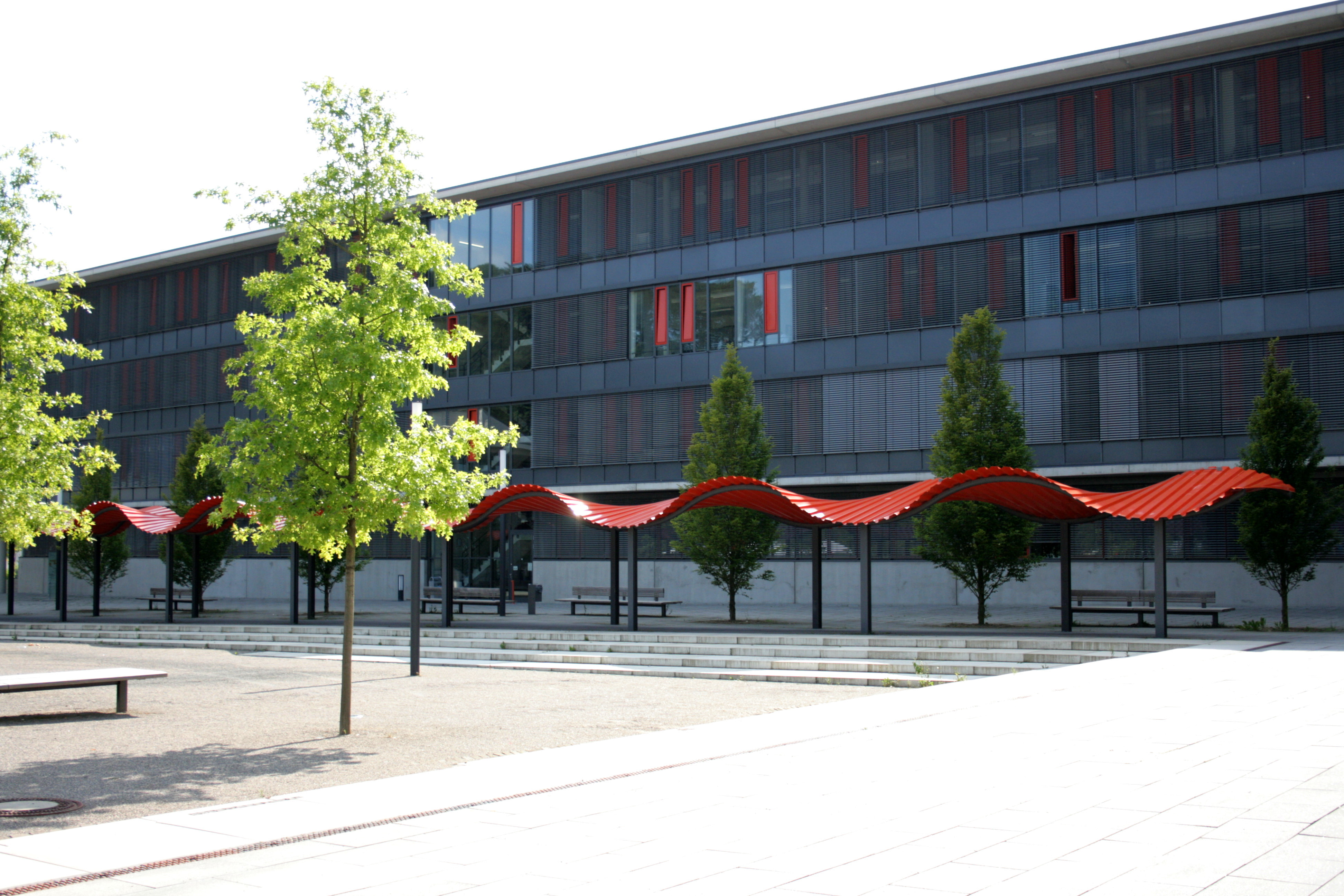
Universidad de Ciencias Aplicadas de Colonia en Gummersbach.

La Universidad de Ciencias Aplicadas de Colonia, oficialmente TH Köln – Universidad de Ciencias Aplicadas (en alemán, Technische Hochschule Köln) es una universidad técnica superior de ciencias con sede en Colonia (Alemania). Se fundó en 1971, fue creada por la unión de varias escuelas similares que se acabaron por unir, la más antigua de ellas fue la Real Escuela Provincial de Comercio fundada en 1833, y renombrada como Escuela de Comercio de la Ciudad de Colonia el 15 de diciembre de 1879. Tiene más de 25.000 estudiantes y 420 profesores. TH Köln ofrece sobre 100 grados, incluyendo maestrías y doctorados. Es la universidad de ciencias aplicadas más grande de Alemania por número de estudiantes.

## Facultades
- Facultad de Ciencias Sociales Aplicadas (F01)
- Facultad de Ciencias Culturales (F02)
- Facultad de las Ciencias de Información y Estudios de comunicación (F03)
- Facultad de Negocios, Economía y Derecho (F04)
- Facultad de Arquitectura (F05)
- Facultad de Ingeniería Civil y Tecnología Medioambiental (F06)
- Facultad de la Información, Medios e Ingeniería Industrial (F07)
- Facultad de Sistemas de Automoción y Producción (F08)
- Facultad de Procesos de Ingeniería, Energía y Sistemas Mecánicos (F09)
- Facultad de Ciencias Informáticas e Ingeniería científica (F10)
- Facultad de las Ciencias Naturales aplicadas (F11)
- Instituto de Tecnología y Administración de recursos en los Trópicos y los Subtrópicos

## Ubicación
TH Köln – Universidad de Ciencias aplicadas tiene campus en Colonia en el barrio de Neustadt-Süd para las facultades relacionadas para las humanidades y en el barrio de Deutz para las facultades relacionadas con la ingeniería. También posee dos campus en Gummersbach y Leverkusen.

## Intercambios internacionales
La oficina internacional de TH Köln ofrece intercambios de estudiantes con 247 universidades socias en 55 países. La universidad es también una de las siete pertenecientes a UAS7 La objetivo de UAS7 es representar internacionalmente a estas siete universidades alemanas de ciencias aplicadas.